# Monte Monaco

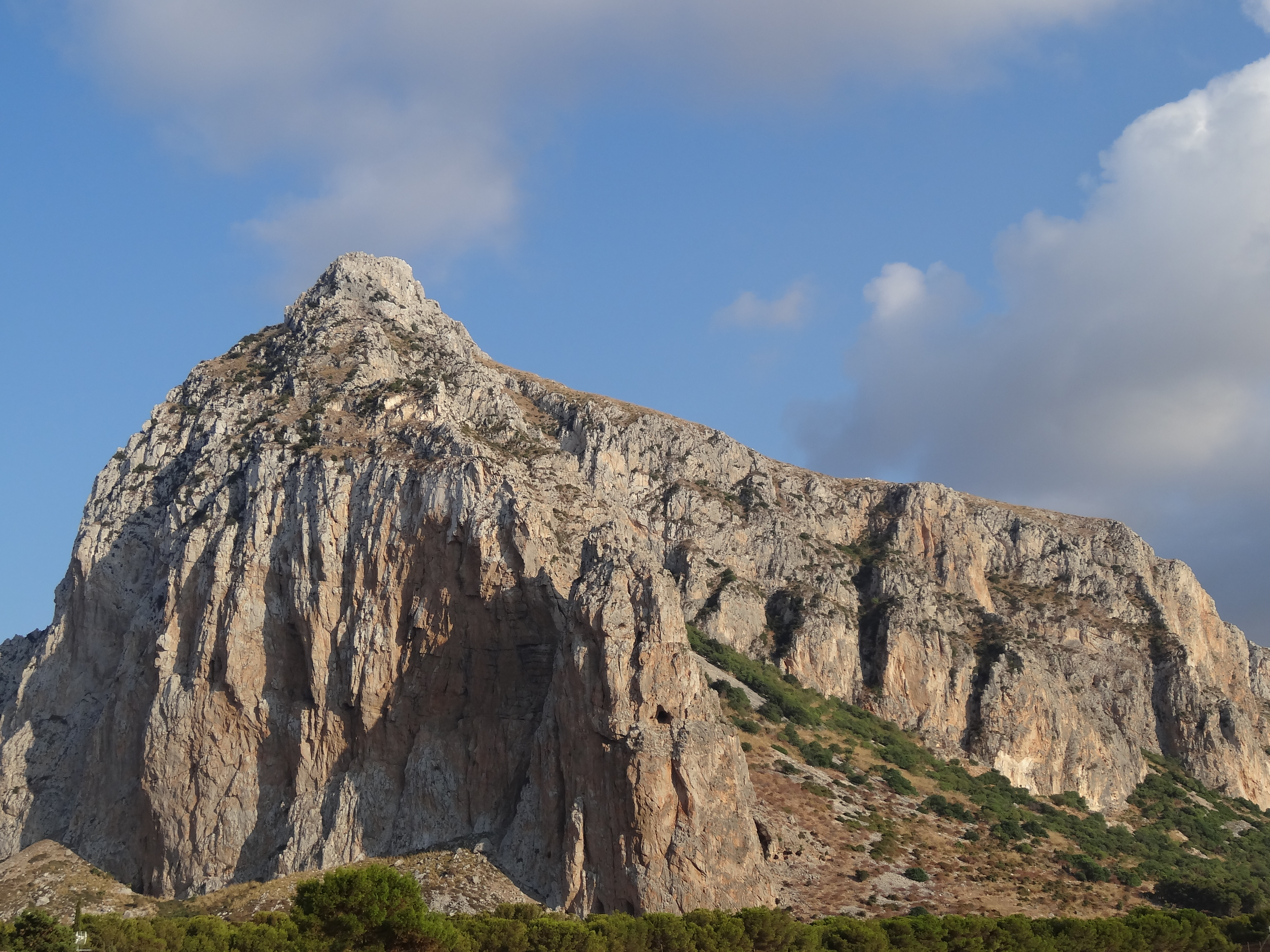
veduta del monte dalla spiaggia di San Vito Lo Capo

Monte Monaco è un massiccio roccioso situato in Sicilia, facente parte dei Monti di Trapani, nel territorio di San Vito Lo Capo.
Deve il suo nome alla particolare forma che ricorda quella di un monaco in ginocchio e con le mani giunte in preghiera ben visibile dall'antica tonnara di San Vito Lo Capo.
Il poeta C. Cusenza ha descritto in una sua opera la bellezza della vista con la quale si domina dalla sommità del monte posta a circa 532 m di altezza sul livello del mare.
Sulla sommità pianeggiante del monte erano un tempo numerose le abitazioni degli operai che lavoravano alla cava dal quale si estraeva un marmo pregiatissimo e che coltivavano la fertile terra contraddistinta da un colore rosso intenso. La cava di marmo è stata abbandonata da quando la zona è divenuta area protetta ma i segni lasciati nella roccia sono ancora ben visibili percorrendo la provinciale che collega San Vito alla vicina Castelluzzo. Durante l'estate a causa dei venti di scirocco ci sono molti incendi dolosi che vanno ad intaccare la flora del monte.

## Ascensioni
Il Monte Monaco ed il suo satellite Pizzo Monaco sono tra le strutture rocciose più famose e sfruttate per l'arrampicata in Sicilia. La prima via sulle sue pareti risale al 1981 ad opera di Roby Manfrè Scuderi e Marco Bonamini. 
- Via delle Punte: prima via aperta sul monte, lungo il percorso più facile dello sperone est, Manfrè Scuderi e Bonamini il 20/9/1981, 450 m, IV+;
- Via Sballo di San Vito: segue un grande diedro un poco a destra della precedente che incrocia quasi alla sommità dello sperone, Gogna, Antonioli e Marantonio nel 1981, 450 , VI, VII e A2;
- Via Gioco di Ombre: uno dei capolavori di Manfrè Scuderi, accompagnato da Maurizio Lo Dico nel 1987, è una delle vie più famose e belle della Sicilia, 450 m, VI;
- Via Bugiardo: Manfrè Scuderi e Davide Ruvolo nel 1993, sale la linea più evidente della parete nord; 270 m, VI;
- Cresta nord-ovest: Manfré Scuderi e Fabrice Calabrese nel 1993, percorre lo sperone oltre il Pizzo Monaco fino alla cima del monte, 600 m di sviluppo, V+.

Oltre alle elencate vie storiche esistono altri itinerari di arrampicata sportiva, sia monotiri che vie lunghe che raggiungono la difficoltà di 7c.
Al Pizzo Monaco:
- Via Pace di Chiostro: prima via aperta sul satellite da Gogna, Marantonio, Manfrè Scuderi e Bonamini nel 1981; è la più ripetuta, 180 m, IV e V;
- Via Chiari di Luna: Manfrè Scuderi e Fabrice Calabrese nel 1993, 230 m, VII-;
- Via Boomerang: Manfrè Scuderi e Davide Ruvolo nel 1993, 220 m, VI+;
- Via Madre de Dios: Manfrè Scuderi e Maurizio Lo Dico nel 1982, 195 m, VII;
- Via Trio Pastorale: Giuseppe Miotti e Carlo Pozzoni nel 1984, 250 m, VI+.